# Donato de' Bardi

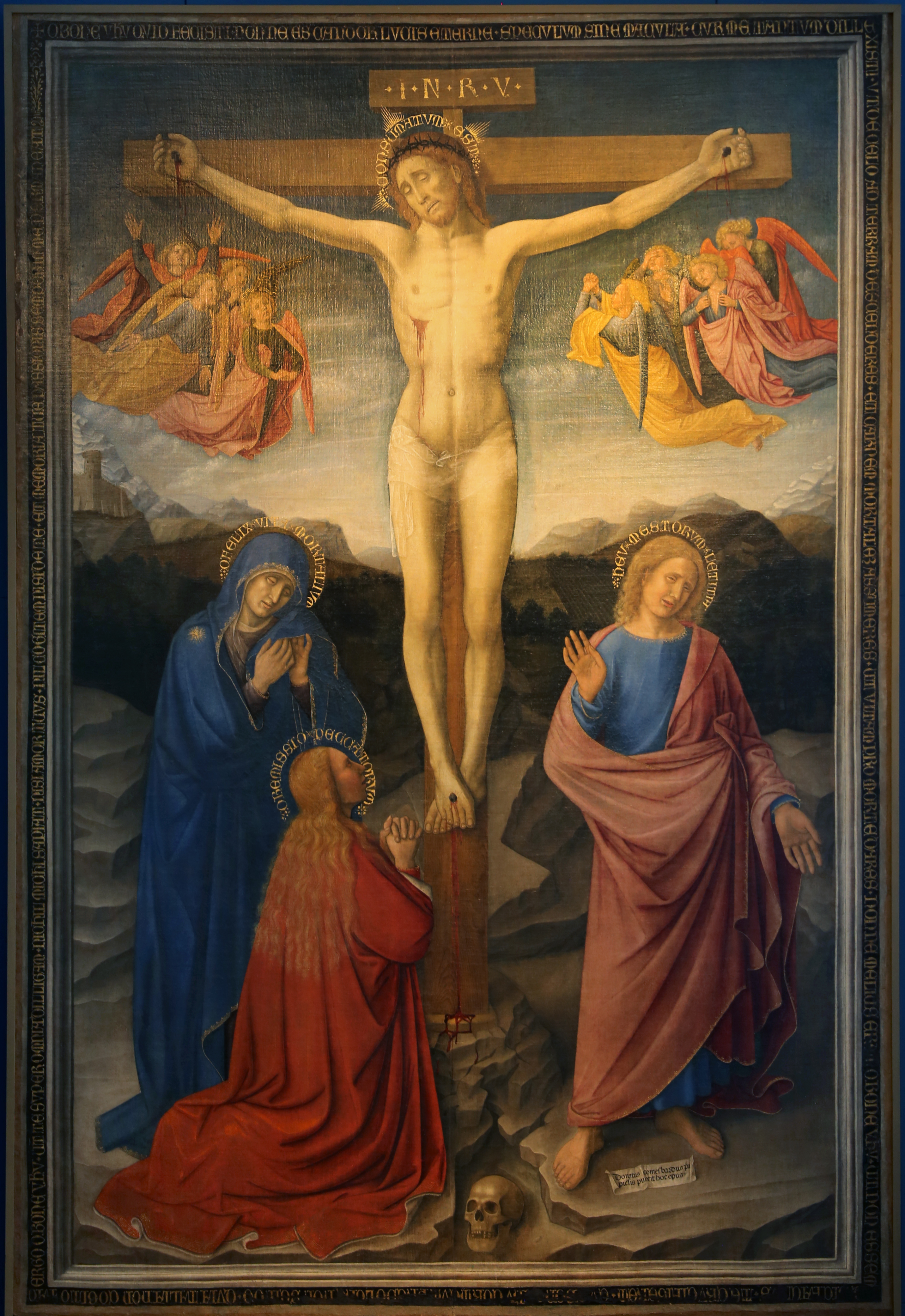
Crocifissione di Savona

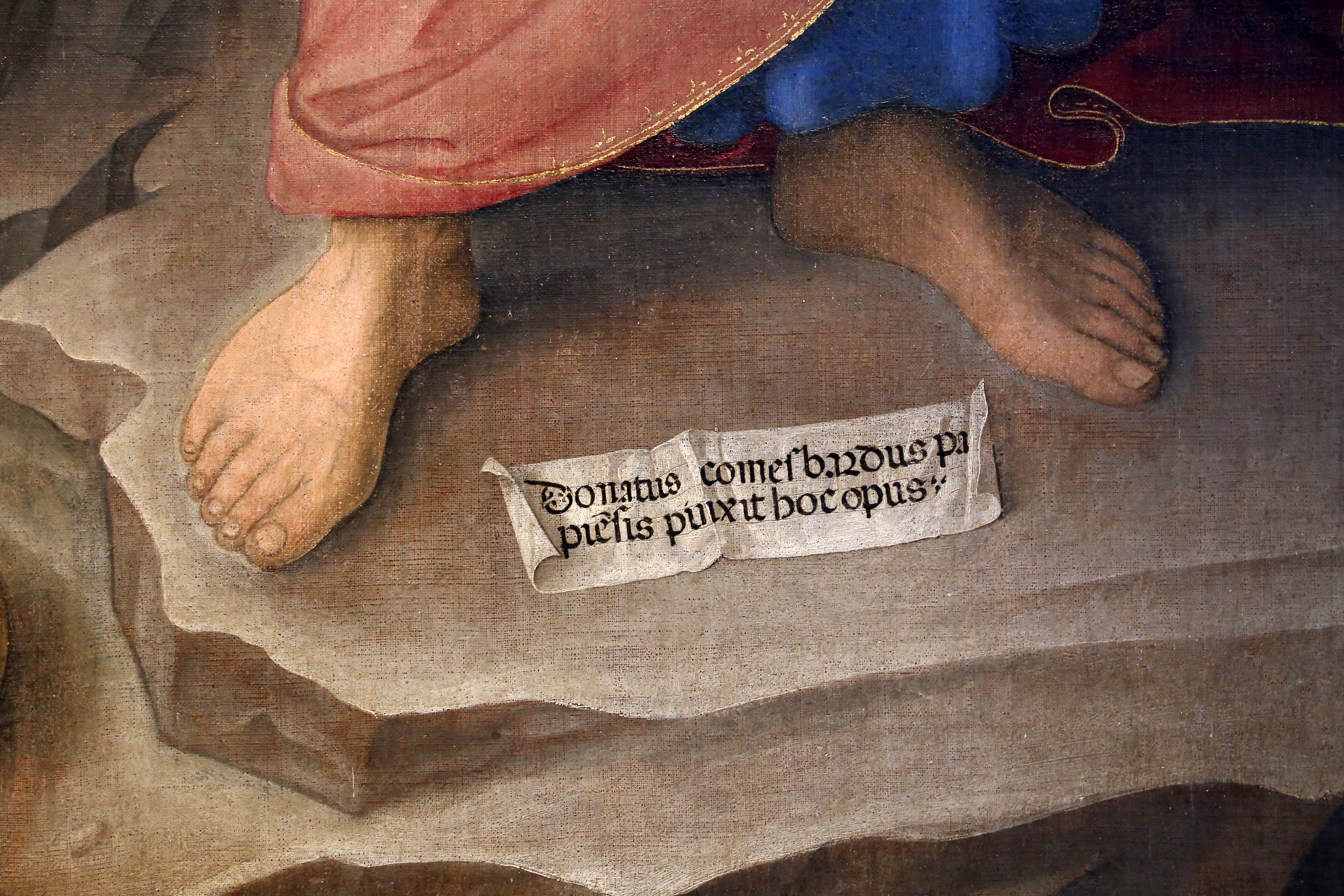
Firma

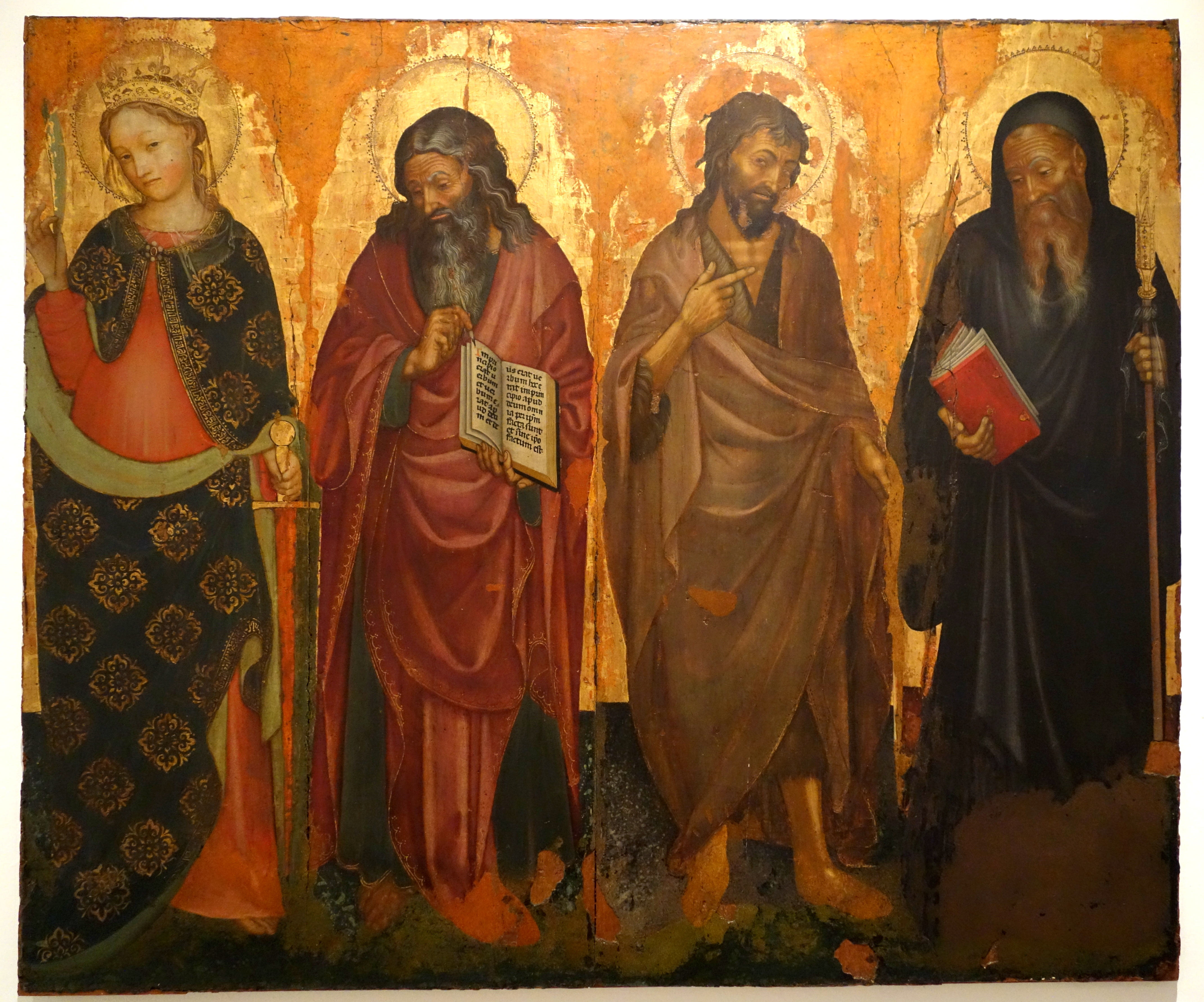
I Santi Caterina, Giovanni Evangelista, Giovanni Battista e Benedetto Abate (Accademia Ligustica di Belle Arti, Genova)

Donato de' Bardi (Pavia, ... – 1450 circa) è stato un pittore italiano, documentato a Genova tra il 1426 e il 1450. Fu il maggiore pittore del primo Quattrocento nell'area lombardo-ligure, tra i protagonisti, sia per qualità che per precocità, della cosiddetta "Congiuntura Nord-Sud".

## Biografia e opere
Come afferma egli stesso nella sua firma, era originario di Pavia e proveniente da famiglia nobile. Si formò nelle officine del gotico internazionale in Lombardia, con le prime opere legate allo stile di Giusto de' Menabuoi o di Michelino da Besozzo. I suoi precoci contatti con la cultura fiamminga lo portarono presto a sviluppare uno stile più personale e isolato. Alcuni hanno ipotizzato un viaggio diretto nelle Fiandre, ma la sua presenza a Genova, principale emporio della pittura provenzale e fiamminga in Italia, basterebbe già a spiegare la sua conoscenza. I mercanti genovesi infatti spesso erano di stanza nel Nord Europa e commissionavano agli artisti locali opere da spedire in patria, come fecero ad esempio i Giustiniani e i Lomellini, committenti di due trittici a Jan van Eyck. La sua prima opera nota oggi conservata è ritenuta la tavola con I Santi Caterina, Giovanni Evangelista, Giovanni Battista e Benedetto Abate, parte di un polittico smembrato (Accademia Ligustica di Belle Arti, Genova). 
Tra le prime opere di Donato de' Bardi che registrano la svolta stilistica ci sono una Madonna dell'Umiltà tra i santi Filippo e Agnese (1440 circa) oggi al Metropolitan Museum di New York, un polittico smembrato del 1445-1451 di cui si conoscono quattro tavole (San Girolamo al Brooklyn Museum di New York, San Giovanni Battista nella Pinacoteca di Brera, Santo Stefano e Sant'Ambrogio in una collezione privata a Milano) e una Presentazione al tempio in collezione privata a Bergamo. In questi dipinti si trovano alcune citazioni dei dipinti fiamminghi (come le cornici a trompe-l'œil), ma soprattutto l'uso delicato e sensibile della luce, unito a una spazialità suggerita dalla prospettiva aerea piuttosto che geometrica, che differenzia queste opere dalla produzione precedente, collocandole come ponte ideale tra Nord e del Sud dell'Europa.
Suo capolavoro, unica opera firmata, è la Crocifissione (1448) alla Pinacoteca civica di Savona.

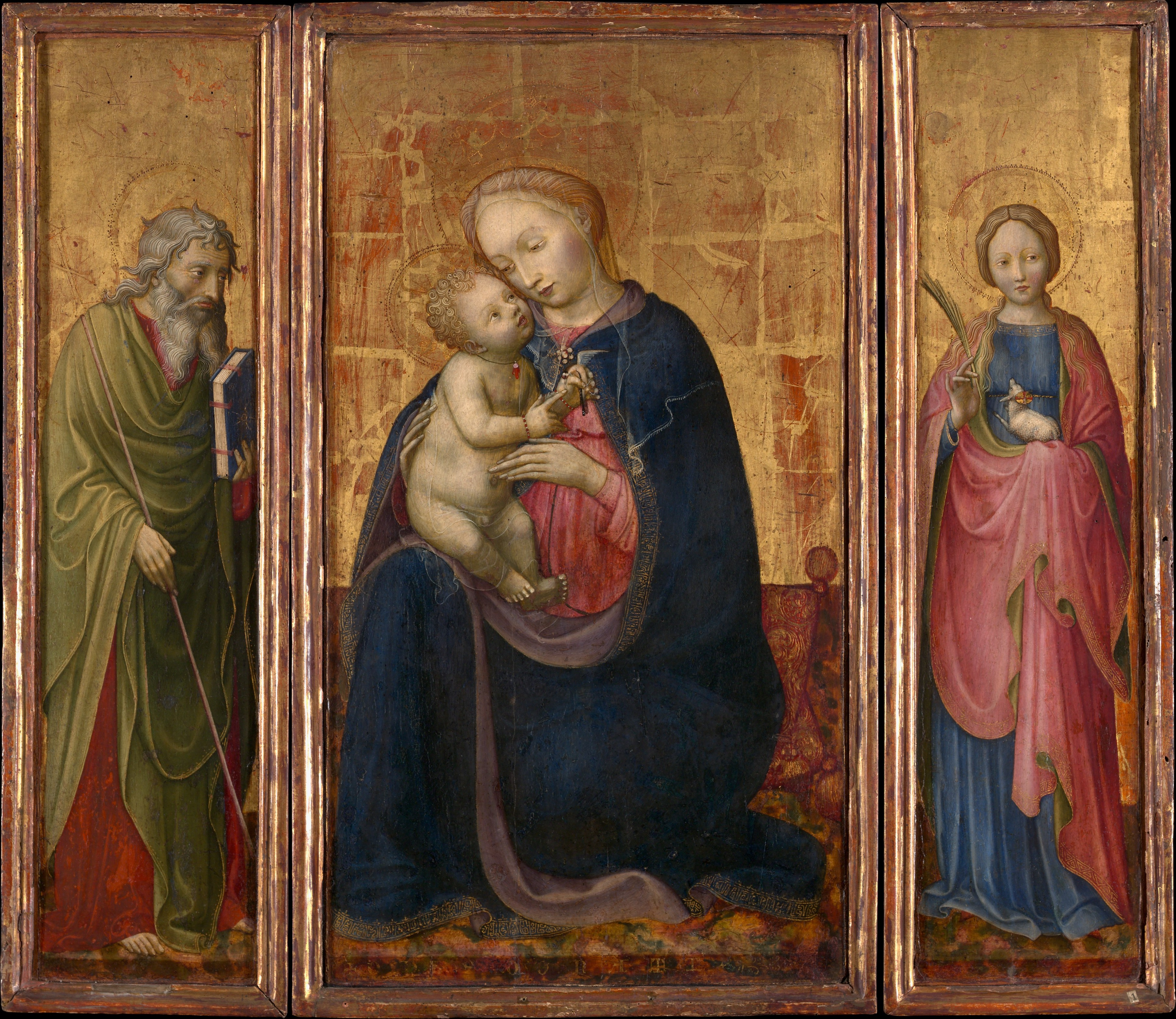
Madonna dell'Umiltà tra i santi Filippo e Agnese (1440 circa) Metropolitan Museum di New York

Un documento datato 1450 scoperto da Federico Zeri negli anni settanta mostra come suo fratello Boniforte chiedesse una riduzione della tasse da parte della repubblica di Genova per via del loro stato di fuggiaschi, esiliati dalla città natale per motivi politici. In questo documento viene citato anche il fratello Donato, che esercitava l'arte "solo per diletto dello spirito", a testimonianza del loro elevato status sociale.